# بیورن کویپرس
بیورن کویپرس (به هلندی: Björn Kuipers) (زاده ۲۸ مارس ۱۹۷۳) داور اهل فوتبال هلند است.
وی از داوران لیگ برتر فوتبال هلند و از سال ۲۰۰۶ میلادی وارد لیست داوران فیفا شده‌است، کویپرس همچنین در لیست داوران برتر یوفا قرار گرفته دارد.
کویپرس در رقابت‌هایی مانند مسابقات فوتبال زیر ۱۷ سال اروپا در سال ۲۰۰۶، لیگ قهرمانان اروپا، و لیگ اروپا به قضاوت پرداخته‌است.
او بازی فینال جام ملت‌های اروپا ۲۰۲۰ را قضاوت کرد
کویپرس را ثروتمندترین داور فوتبال می‌دانند. در سال ۲۰۱۶ ثروت او حدود ۱۱٫۵ میلیون پوند اعلام شد و او این پول را از راه در دست داشتن مالکیت سوپرمارکتی در زادگاهش «اولدنزال» به دست آورده‌است. او مالک یکی از شعب مهم فروشگاه جامبو (فروشگاهی زنجیره ای در سراسر هلند و بلژیک) است.
او در سال ۲۰۲۱ از داوری بازنشسته شد.

### داوری در فینال‌های بین‌المللی
- سوپر جام اروپا ۲۰۱۱
- فینال لیگ اروپا ۲۰۱۳
- فینال جام کنفدراسیونها در ۲۰۱۳
- فینال لیگ قهرمانان اروپا ۲۰۱۴
- فینال زیر بیست سال اروپا در ۲۰۱۷
- فینال لیگ اروپا ۲۰۱۸
- فینال جام جهانی فوتبال ۲۰۱۸ (داور چهارم)
- فینال جام ملت‌های اروپا ۲۰۲۰